# الركيبات (قبيلة)
الركيبات أو الرݣيبات أو الرقيبات هي قبيلة امازيغية صحراوية نصف بدوية تستوطن منطقة الصحراء الغربية. تتحدث القبيلة اللهجة الحسانية أحد لهجات اللغة العربية المستخدمة في المغرب والجزائر وموريتانيا، ويزعم أفراد القبيلة أنهم ينحدرون من أحمد الركيبي الذي عاش في منطقة الساقية الحمراء في القرن السادس عشر. تستوطن القبيلة المنطقة الممتدة من السمارة غرباٞ ٳلى تندوف بالجزائر شرقاٞ، ومن كلميم شمالاٞ ٳلى أطار في موريتانيا جنوباٞ.

## أصول
يدعي أفراد قبيلة الركيبات أن جدهم أحمد الركيبي ينتسب ٳلى عبد السلام بن مشيش والذي ينتهي نسبه حسب الرواية إلى علي بن أبي طالب، غير أن هذا الأصل الشريف يدخل كما هو معلوم في اطار الهالة التي أحاطها كبار الزوايا بأنفسهم. إلا أن المختار السوسي يرجع نسب القبيلة إلى قبيلة بني معقل العربية، كما يرى دافيد هارت أن إرتباط عبد السلام بن مشيش بالبيت النبوي الشريف عبر مجموعة من الأسماء الأمازيغية، بالإضافة إلى انتماء القبيلة إلى حلف جزولة الأمازيغي، يبرز بما لا يدع الشك هشاشة هذا النسب الشريف لقبيلة الركيبات.
أرجع النسابة وبعض الباحثين نسب القبيلة إلى عرب بني معقل بينما أرجع مؤرخون آخرون أصول القبيلة ٳلى قبائل صنهاجة الٲمازيغية.

## تاريخ
عاش مؤسس القبيلة أحمد الرقيبي بين منطقة الساقية الحمراء وواد نون في القرن السادس عشر، ولم يكن أفراد القبيلة في البداية يمتلكون أرضًا خاصة بهم وعاشوا كروافد لقبائل تكنة، وانتهى بهم الأمر بشراء أرض الكعدة، وهي هضبة بين الساقية الحمراء ووادي درعة حيث كانت القبيلة تستقر وتزداد أهميتها بعد النزاعات مع القبائل المجاورة وقد نجحت في كسب الهيمنة عليها في الفترة ما بين القرنين التاسع عشر والعشرين.
ٳشتهرت قبيلة الركيبات بالمقاومة ضد الٳستعمار والٳنخراط في الجهاد ضد الدخلاء في فترة الٳحتلال الٳسباني والفرنسي، ودخلت ضدهم في في معارك عدة من بينها معركة الكويشيش ومعركة اكجوجت سنة 1912 ومعركة أمطلان وتمبوكتو سنة 1923، ومعركة ميجك سنة 1926. بالٳضافة ٳلى الحملات العسكرية التي كانت تشنها مناطق كلتة زمور وترارزة والساقية الحمراء.
بعد المسيرة الخضراء، انضم عدد كبير من افراد القبيلة ٳلى جبهة البوليزاريو المطالبة بٳنفصال الصحراء الغربية عن دولة المغرب. وأصبح هؤلاء من كبار السياسيين بهذا التنظيم.

## التقسيم القبلي
تتكون قبيلة الرقيبات من عدة قبائل صغرى، مقسمة إلى لفين:
رقيبات الداخل ويطلق عليهم كذالك "القواسم"، وجدهم هو قاسم ولد سيدي أحمد الركيبي المزداد سنة 1625م، وتشمل قبائل البويهات، أولاد لحسن أوحماد، أولاد إبراهيم أوداود، وسلام، الفقرا والعيايشة.
رقيبات الساحل ويطلق عليهم كذالك "ركيبات الكاف"، تشمل قبائل أولاد موسى، التهالات، السواعد، أولاد داود، المؤذنين، أولاد الطالب وأولاد الشيخ .

صورة مصطفى السيد الوالي مؤسس جبهة البوليزاريو

## شخصيات
- مصطفى السيد طالب مغربي [20] أسس جبهة البوليزاريو.
- خليهن ولد الرشيد وهو رئيس المجلس الملكي الاستشاري للشؤون الصحراوية.
- إبراهيم غالي وهو الأمين العام لجبهة البوليزاريو
- حمودي بوحنانة وهو سياسي مغربي
- محمد عبد العزيز وهو عضو مؤسس لجبهة البوليساريو
- محمد الشيخ بيد الله وهو وزير الصحة السابق بحكومة المغرب

## أنظر ايضاٞ
- صحراويون
- صنهاجة
- تكنة